# Halka (bielizna)

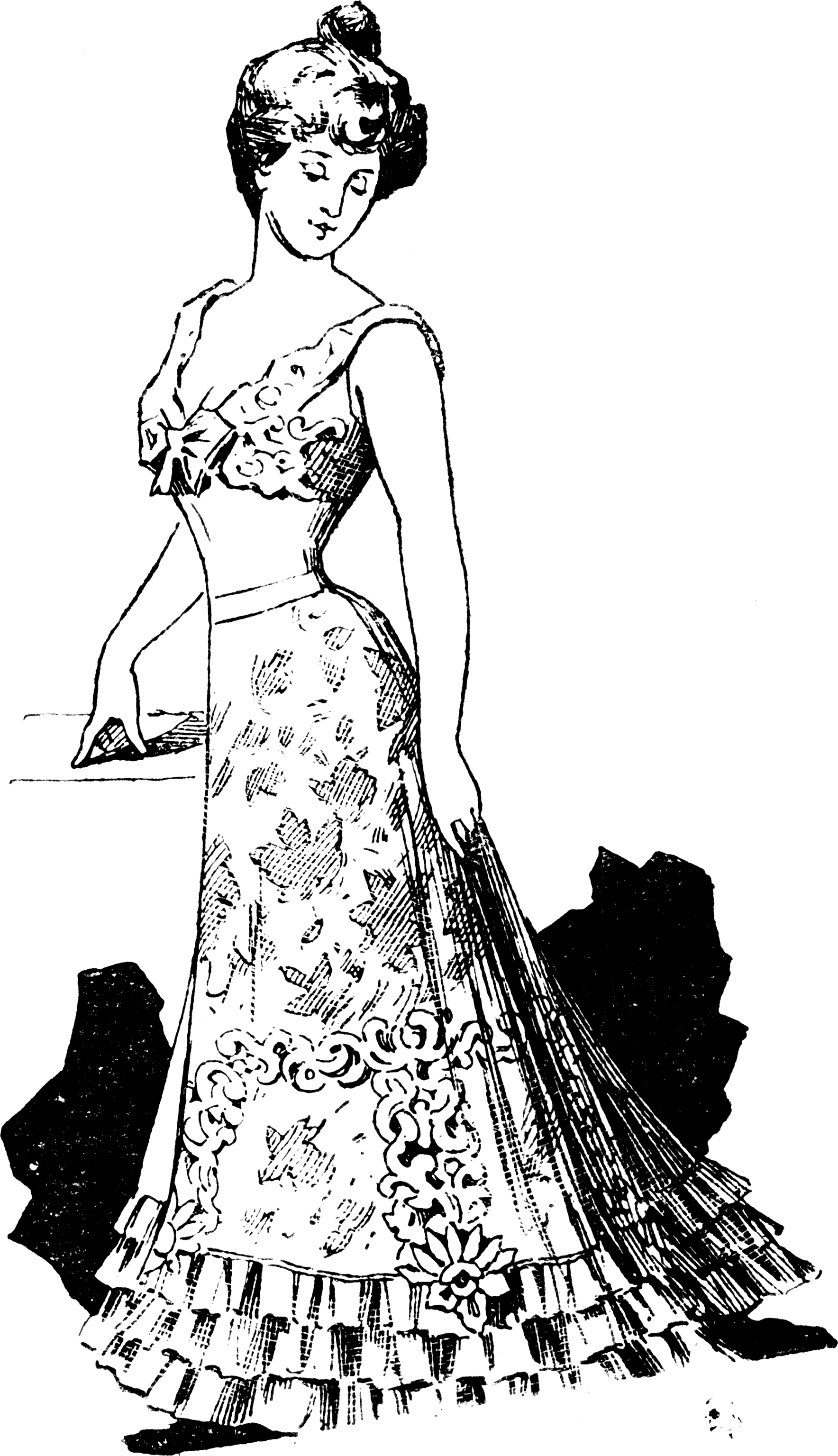
Halka z 1902 r.

Halka – część bielizny damskiej zakładana bezpośrednio pod ubranie – najczęściej suknię lub spódnicę. Odmianą halki w postaci spódniczki jest półhalka. Halki noszone są coraz rzadziej na co dzień, a kobiety wybierają ją jako bieliznę nocną.